# 百花蒿
百花蒿（学名：Stilpnolepis centiflora）为菊科百花蒿属的植物。分布于蒙古以及中国大陆的甘肃、内蒙古、陕西等地，生长于海拔1,250米的地区，多生长于沙丘，目前尚未由人工引种栽培。